# Бочов, Йожеф
Йожеф Бочов (фр. Joseph Boczov, венг. Boczor József, настоящее имя и фамилия — Ференц Вольф; 3 августа 1905, Фельшёбанья (Бая-Сприе), Австро-Венгрия (ныне румынского жудеца Марамуреш) — 21 февраля 1944, Форт Мон-Валерьен, Франция) —
венгерский антифашист, доброволец-интернационалист гражданской войны в Испании, участник французского Движения Сопротивления, инженер-химик, диверсант.

## Биография

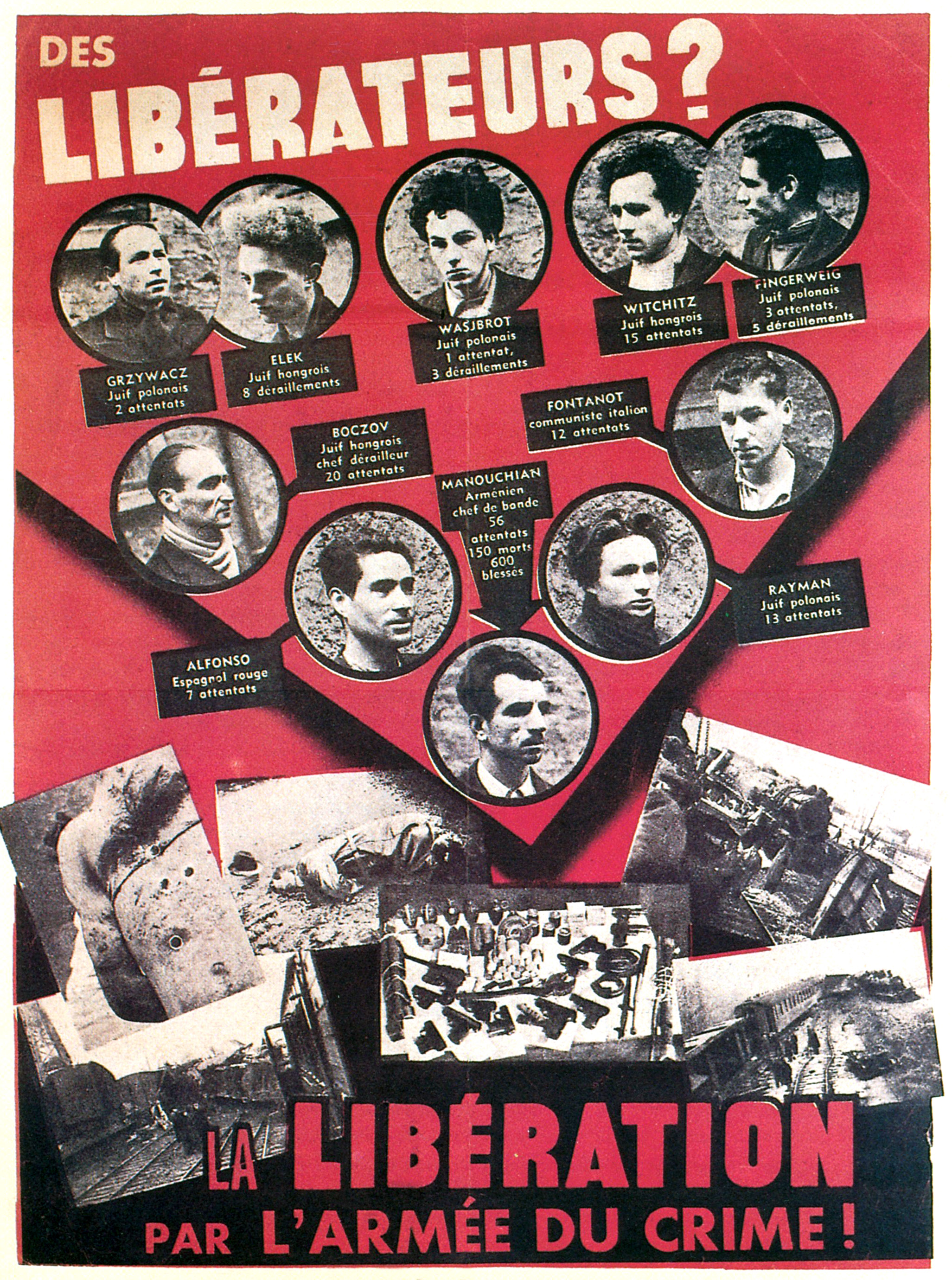
Красный плакат с изображением бойцов Сопротивления группы Мисака Манушяна

Венгерский еврей. Получил специальность химика машиностроения. Придерживался левых взглядов. В 1938 году отправился пешком в Испанию, сражаться в рядах интернациональных бригад. Шесть месяцев добирался до цели, сидел в тюрьмах. Специалист по взрывчатым веществам, Й. Бочов участвовал в военных операциях республиканцев против войск Франко.
После поражения Испанской республики, вместе со своими товарищами по борьбе, был интернирован в концлагерь Гюрс. Лишённый венгерского гражданства, подлежал депортации в Германию. Будучи лидером румынской группы лагеря, он во время перевозки организовал отчаянный по смелости побег. Добрался до Парижа.
В начале Второй мировой войны, после падения Франции стал командиром первого отряда Движения Сопротивления, состоявшего из венгерско-румынских эмигрантов, живших в Париже и его окрестностях. Вскоре организовал и успешно провёл операцию на вокзале Бельвиль, где на складах хранились большие военные запасы, забросав оккупантов гранатами.
Отряд под руководством Й. Бочова специализировался по диверсиям на железных дорогах, пуская под откос поезда СС и вермахта. Осуществлялись диверсионные акты сначала с помощью простых инструментов, которые со временем совершенствовались и становились всё более результативными. Полученное Бочовом инженерное образование позволяло ему с помощью большой изобретательности и инициативы добиться того, что борьба с немцами активно развивалась и принимала всё более жёсткие формы. Благодаря своим способностям и отваге Бочов вскоре стал руководителем 4-го отряда, целью которого были масштабные диверсионные действия на железных дорогах, используемых немецкой армией.
Й. Бочов был одним из самых активных бойцов Сопротивления, за которым охотились как немцы, так и французская полиция. Скрывался в Париже, постоянно меняя конспиративные квартиры.
21 октября 1943 года Бочов вместе с Леоном Голдбергом и группой диверсантов отправились из столицы в Гранпюи-Баи-Карруа, лежащий на линии Париж-Труа, где совершили нападение на немецкий военный транспорт
Ночью с 24 на 25 октября его группа успешно взорвала рельсы и пустила под откос поезд оккупантов, но не смогла вовремя уйти с места проведения операции. В перестрелке с французской полицией трое антифашистов были убиты, а трое других — схвачены. Самому Й. Бочову удалось скрыться, но преследуемый врагами, через день и он был арестован.
Предстал перед военным судом со своими товарищами, действовавшими в группе Мисака Манушяна, и был приговорён к смертной казни.
Расстрелян после показательного суда, который вошёл в историю под названием «L’Affiche Rouge»,  21 февраля 1944 года в крепости Форт Мон-Валерьен (Fort Mont-Valérien) в парижском предместье Сюрен.
Фотография Й. Бочова была помещена на так называемом Красном плакате, знаменитом пропагандистском плакате, выпущенном совместно немецкой администрацией и вишистским правительством весной 1944 года в оккупированном Париже для дискредитации участников Сопротивления из группы Манушяна.